# 九〇式五糎七戦車砲
九〇式五糎七戦車砲（90しき5せんち7せんしゃほう）とは、大日本帝国陸軍が1930年（皇紀2590年）に開発した口径57mmの戦車砲。八九式中戦車の主砲として使用された。

## 概要

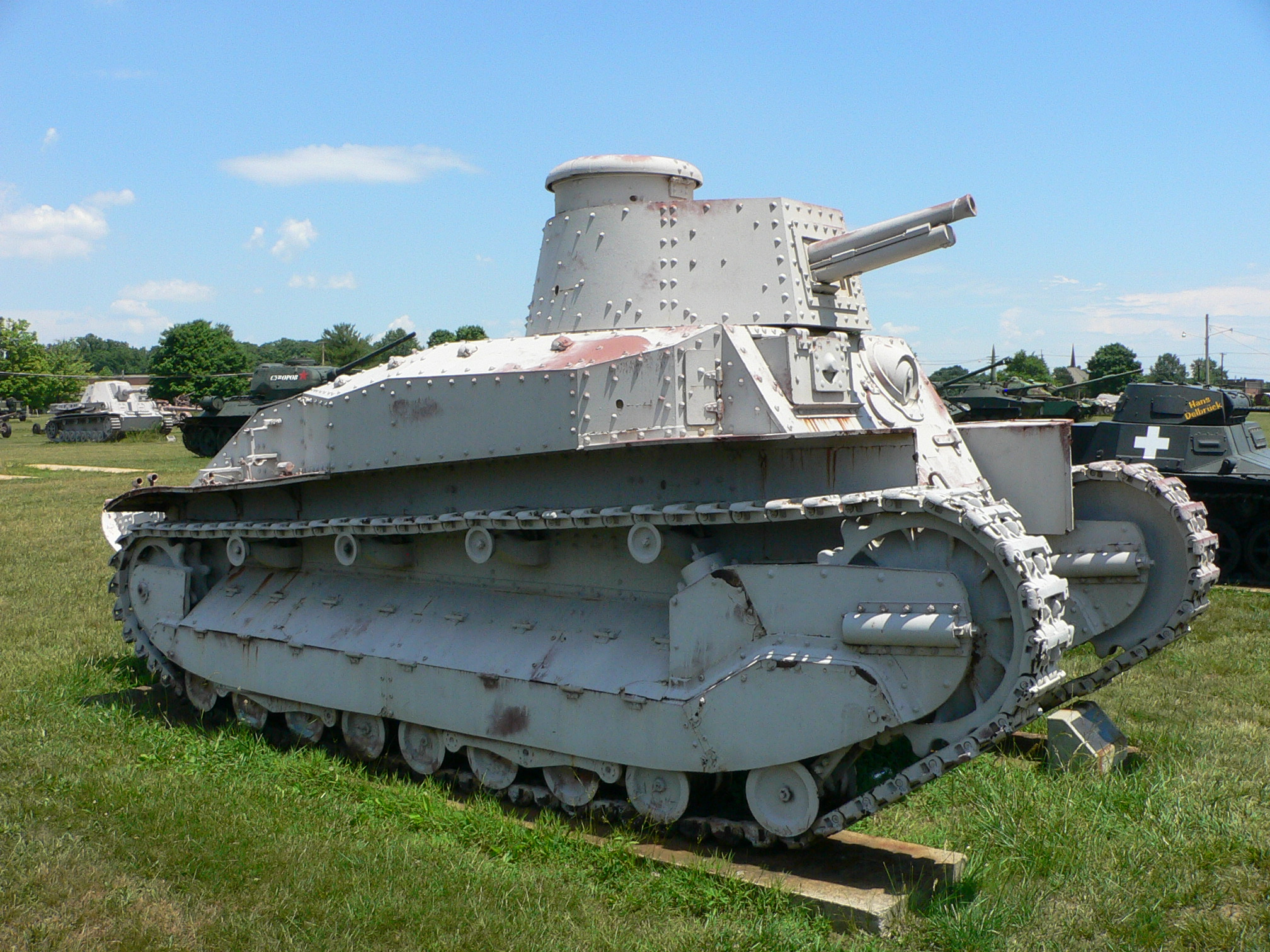
本砲は八九式中戦車の主砲として開発された。(画像はアメリカ陸軍兵器博物館に展示される同車。)

本砲の研究は大正15年（1926年）2月25日付陸普第664号により陸軍技術本部第一部の研究方針に追加された。戦車搭載用火砲として示された主要設計条件は以下のようなものであった。
- 口径は57mm。
- 砲弾重量は2.5kg、初速は350m/秒。
- 高低射界は-8度～+30度、方向射界は20度。
- 砲身重量は90kg、全備重量は180kg。
- 最大射程は4,000m。

これらの設計方針に基づき大正15年（1926年）3月に設計に着手し、同年5月には陸軍造兵廠大阪工廠に対し試製注文が行われた。試製砲は同年10月に竣工し、春木射場で竣工試験を実施した上で試験に基づく修正を施した。同年12月には第1回修正試験を実施し、更に昭和2年（1927年）3月に伊良湖試験場で第2回修正機能試験及び多数弾発射による弾道性並びに各部機能抗堪試験を実施した。その結果機能抗力はおおむね良好であり、射程も5,700mを得て精度もおおむね期待通りであることが確認された。同年7月には試製戦車に搭載して車上射撃試験を実施した結果、機能は良好であるものの運行間の目標追尾のためには高低方向照準機構を廃止し、砲耳及び肩当を用いた直接照準操作式とすることが適当であるとされた。そこで再度設計を改め昭和3年（1928年）9月に再試製を造兵廠に注文した。再試製砲（乙号五十七粍戦車砲）は昭和4年（1929年）3月に竣工し、大阪工廠及び大津川射場で竣工試験を実施した上で所要の修正を施した。同年5月には富士裾野における試製軽戦車の運行試験において同戦車に搭載しての機能試験を実施した結果、照準具の取り付けに若干の修正を要するとされた。同年8月には関山演習場で実用試験を実施した結果機能良好で実用に値すると認められた。この間、昭和2年（1927年）11月と昭和4年（1929年）7月に弾丸効力試験を実施し火砲の威力もまた適当であると認められた。
以上をもって陸軍技術本部は本砲の仮制式制定を昭和5年（1930年）4月14日に上申した。

## 構造

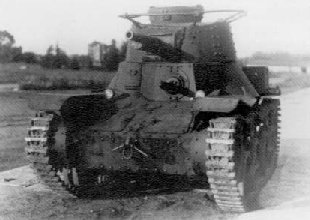
九七式中戦車などに搭載された九七式五糎七戦車砲は本砲の改良型である(画像は四式軽戦車)。

砲身は単肉身管と砲尾体からなり、閉鎖機は垂直自動鎖栓式である。射撃時の砲身後座長は300mmである。揺架（ようか・砲身下部にあって砲身の後退復座を支える部分）は、水圧駐退機と発条復座機を並列収容する鋼製体で、上面両側には全長にわたって準梁（じゅんりょう・支持レール）を形成し、砲身を搭載する。揺架後端には準板（じゅんばん）・底匡（ていきょう・匡とは箱の意）・照準具・肩当・薬莢受等を装着する。砲架は小架中匡（しょうかちゅうきょう）・小架・大架からなる。小架中匡は両側に準梁を形成して揺架を駐定（ちゅうてい・つなぎとめること）し、上下の垂直枢軸孔によって小架と接続しており、小架に対し揺架体の方向運動を可能にする。小架は小架中匡体を収容する箱型の構造で、砲耳によって大架と接続し、俯仰運動を可能にする。大架は火砲を砲塔に固定し、小架以上の俯仰運動のため砲耳室を形成する。照準具は上部に望遠鏡式の照準眼鏡を有する鼓胴表尺式で揺架左側に装着する。重量は砲身及び砲尾66kg・装着品を含めた揺架47kg・小架10kg・大架11kgの合計135kgであった。
揺架は砲身を後退復座させるレールを備え、砲身下部に位置する。これにより砲身は揺架の上をスライドし、発砲時の反動をやわらげる。揺架は小架に垂直方向のボルトを介してとりつけられ、これで横方向への旋回の自由を与えられる。さらに小架は大架と砲耳（水平方向のボルト）を介して接続し、上下方向の旋回の自由を与えられる。大架は砲全体と砲塔を接続しているものである。
本砲の制式化に伴い、各部隊での射撃訓練を徹底するために開発されたのが九〇式五糎七戦車砲内トウ銃である。内トウ銃とは、砲身内部に小銃を取り付け、銃弾を発射できるように改造した銃である。当時、戦車砲弾が高価なことから銃弾を用いて経費節減を図った。また支給弾薬によって行う訓練では弾薬の不足や射撃場所・時期などの制限があり、また戦車砲という特性上、照準手が射手を兼ねて照準・撃発を実施するために砲手の技量向上が必要である。よって内トウ銃による射撃教育の必要性を認識した陸軍は昭和8年（1933年）10月20日陸普6616号によって技術本部に対し本砲用の内トウ銃の審査を下命した。内トウ銃については陸軍歩兵学校で研究していたが、火砲の形態保持上考慮を要する点があったために別途研究に着手することとなった。昭和9年（1934年）1月に大阪工廠に対し試製注文を行い、同年6月に竣工試験を実施した。その結果現行の様式では発射速度不十分かつ砲自体に修正を加える必要があり、また本銃の目的は照準発射訓練に用いることであり装填操作の共通性については考慮しなくても良いとされた。そこで機能の確実性と発射速度の向上、砲に改修を加える必要が無いといった観点から三八式歩兵銃の銃尾を利用することとし、また鎖栓は簡易なものを新たに製作することとした。装弾方式も同銃に倣って実包5発を収容するものとした。以上に基づく試作銃は昭和9年（1934年）8月に完成し、機能試験及び射撃試験を実施した結果成績良好と認められた。同年9月から10月にかけて戦車第2連隊に依託して実用試験を実施した結果、内トウ銃として適当であるが方向上の固有躱避（こゆうたひ・弾道がぶれること）を一層減少する必要があるとされた。
そこで距離200mにおいて平均弾道が目標に通じるよう修正を加え、また撃発感覚も砲のものに近似するよう改良を加えたものを大阪工廠に注文した。試作銃は昭和10年（1935年）7月に竣工し、8月に伊良湖試験場において射撃試験を実施した結果機能良好と認められて属品を整備した。同年11月には再度戦車第2連隊に依託して実用試験を実施した結果、鎖栓と銃尾に若干の遊隙（ゆうげき・すきまの意）があると指摘された。修正を加えて昭和11年（1936年）1月に同連隊に依託して試験を実施した結果、砲身軸と銃身はほとんど一致しており、射弾散布の状況はおおむね合格と認められるが、射距離150～1,200mにおいて照準点と弾着点を一致させれば実用に値するとの判決を得た。以上の修正点は新たに製作する場合に解決可能であるとして昭和11年4月に仮制式制定を上申した。内トウ銃の諸元は三八式歩兵銃と同一であり、更に属品・収容箱を加えた重量は25kgである。射距離200mまでは照準に変更を加えることなく命中可能であるとされた。

## 砲弾

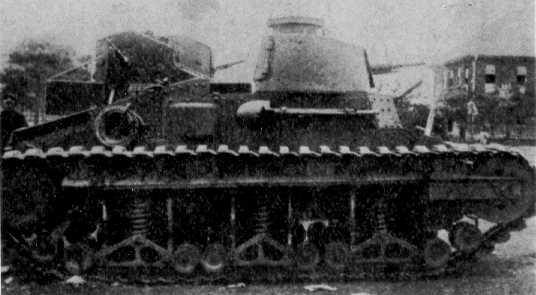
徹甲弾は制式時に国内に存在した戦車に対して一定の効力を有していた(画像はルノー乙型戦車)。

本砲は軟目標射撃用の榴弾として九〇式榴弾、硬目標射撃用の徹甲弾として九二式徹甲弾を使用する。また演習弾として九〇式代用弾がある。九〇式榴弾は重量2.36kg、弾薬筒を含めた全備重量は2.91kgである。弾頭には炸薬として茶褐薬250gを有し、信管は八八式短延期信管「野山加」を使用する。初速は355.3m/秒である。九〇式代用弾は炸薬として小粒薬75gを有し、信管には八八式瞬発信管「野山加」及び八八式短延期信管「野山加」を使用する。九二式徹甲弾は重量2.58kg、弾薬筒を含めた全備重量は3.13kgである。弾頭には炸薬として黄色茶褐薬103gを有し、貫徹後車内で炸裂することで内部の人員・機器に対し効力を発揮する。信管は九二式小延弾底信管を使用する。初速は349.3m/秒である。いずれの弾薬も薬莢は共通である。装薬は一号方形薬を使用し、装薬量は緩120g・中113g・急107gである。点火薬は小粒薬3gを使用する。爆管は四〇式薬莢爆管である。
徹甲弾のニセコ鋼板に対する貫徹能力は試製徹甲弾を用いた試験では射距離45mで30.4mm、350mで25.7mm（存速326m/s秒）、1,400mで20.5mm（同264m/秒）、1,800mで17.5mm（同246m/秒）であった。実際の戦車に対しては昭和6年（1931年）のルノー甲型を標的にした試験において想定距離1,200mで側面装甲板に垂直に着弾した場合、反対側の装甲をも貫徹し一弾で致命的な損傷を与えられるとされた。また想定距離1,500mにおいてもなお十分な効力を持つことが確認された。昭和7年（1932年）のルノー乙型戦車及び八九式軽戦車を目標にした試験においてはルノー乙型の砲塔30mm装甲に対しては効力が少ないものの、20mm装甲に対しては斜度75度で遠距離でも効力を有することが確認された。八九式の砲塔17mm装甲に対しては遠距離でも十分効力を有することが認められた。

なお、本砲に限らず日本陸軍の対戦車砲全般に対し、貫徹能力の低さについて「当時の日本の冶金技術の低さゆえに弾頭強度が低く徹甲弾の貫徹能力が劣っていた」との指摘がある。
弾頭の強度が低かったのは事実であるが、九〇式五糎七戦車砲と九七式五糎七戦車砲の九二式徹甲弾や、九四式三十七粍戦車砲と九四式三十七粍砲の九四式徹甲弾など、これらに主に使用された徹甲弾の場合は、弾殻を薄くし、内部に比較的大量の炸薬を有する徹甲榴弾（AP-HE）であり、厚い装甲板に対しては構造的な強度不足が生じていたことが原因として挙げられる。とはいえ、これらも制式制定当時の想定的（目標）に対しては充分な貫通性能を持っていた。後に開発された一式徹甲弾では貫徹力改善のために弾殻が厚くなっている。
※諸外国の例としてアメリカのM3 37mm砲の徹甲弾（AP）である「AP M74 shot」は砲弾の中心まで無垢の鋼芯であり、構造的な強度上では砲弾の中心に炸薬がある五糎七戦車砲の九二式徹甲弾や九四式三十七粍砲の九四式徹甲弾のような徹甲榴弾（AP-HE）よりも有利である事が分かる。

榴弾効力については昭和14年（1939年）に一ノ宮射場において押収45mm対戦車砲との比較試験が実施された。これは対戦車効力において短砲身57mm砲よりも口径45mm級の長砲身高初速砲が有利であることは明瞭であるが、その採用に当たって口径減少に伴う榴弾効力の低下がどの程度のものなのかを確認することで開発が進められていた試製四十七粍砲の榴弾効力の参考にするためであった。三辺が20mの布幕に対する射撃試験では弾痕及び回収された破片の状況から45mm榴弾の効力は57mm榴弾に比べて半分程度であるとの推測を得た。また暴露機関銃及び機関銃用小掩蓋に対する射撃試験では45mm榴弾と57mm榴弾では威力に大きな差は認められず、いずれの砲弾も目標に対して一弾で十分な効力を及ぼすことが確認された。以上の試験成績から45mm級の戦車砲は今回の試験の範囲内では榴弾効力の見地から実用に値するとの判決を得た上で、試製四十七粍砲の榴弾効力に関してはなお多数弾の実射により実験を要するとした。
空包については当初危害防止のために演習で用いる場合は敵軍と200m以内の距離で使用してはならないと通達された。後に圧搾弾を蓋板（がいはん）及び塞板（さいばん）に改正し、三角紙の寸法と展開を変更するなどの改良が加えられた。
| 使用弾薬一覧（九〇式五糎七戦車砲） |              |                                                     |       |        |                   |                                    |           |
| 種類                               | 型番         | 信管                                                | 全長  | 全幅   | 全備弾量/全備筒量 | 炸薬/装薬                          | 初速      |
| 榴弾                               | 九〇式榴弾   | 八八式短延期信管「野山加」                          | 322mm | 68.5mm | 2.36kg/2.91kg     | 茶褐薬250g/一号方形薬3種           | 355.3m/秒 |
| 演習弾                             | 九〇式代用弾 | 八八式短延期信管「野山加」 八八式瞬発信管「野山加」 | 315mm | 68.5mm | 2.36kg/2.91kg     | 小粒薬75g/一号方形薬3種            | 355.3m/秒 |
| 徹甲弾                             | 九二式徹甲弾 | 九二式小延弾底信管                                  | 283mm | 68.5mm | .58kg/3.13kg      | 黄色薬又は茶褐薬103g/一号方形薬3種 | 349.3m/秒 |
| 空包                               | 空包         | 無し                                                |       |        | 無し/-            | 無し/一号空包薬                    | 無し      |

## 運用
日中戦争初期の実戦運用では本砲に対し次のような問題点が挙げられた。本砲の駐退機覆は銃弾によって容易に貫徹され、戦闘のたびに駐退管が損傷し復座不能に陥る車輌が発生し戦力が低下することが問題となった。この対策として現場部隊で駐退機に厚さ3mmの鋼板を装着する改造を行ったところ被害は減少したようである。薬莢受けに関しては長さが過大で戦闘時の動作に支障が出ることが分かった。照準眼鏡は暗いために日没・夜明け・雨天時は照準が困難であり、また雨天の際は発射のたびに眼鏡が曇ってしまった。また目標となる敵機銃座などはことごとく掩蔽され暴露するものはほとんど無く、敵陣攻撃の際はこれら無数の掩蔽陣地に対し多数の火砲・戦車の正面展開と火力の集中を要するとされた。
本砲に採用された肩当を用いて直接照準操作を行う方式は方向・高低旋回ハンドルを用いた方式よりも砲の微調整がやり易く、後に開発される国産戦車砲でも採用されることとなった。また昭和11年（1936年）に八九式中戦車の後継となる新型中戦車の開発が始められると、新中戦車の主砲として本砲の機能を向上した改良型57mm戦車砲を開発することとなった。同年9月に砲の設計に着手し、昭和12年（1937年）8月に試製中戦車と共に陸軍戦車学校で実用試験を実施した結果戦車砲としての実用性を認められた。これをもって同砲は九七式五糎七戦車砲として制式化され、九七式中戦車や三式軽戦車、四式軽戦車の主砲として使用された。
本砲を船載した例としては装甲艇がある。1号艇は狙撃砲1門と三八式機関銃2挺を搭載したが、2号艇以降は本砲1門と八九式旋回機銃2挺を装備した。

## 生産
大阪造兵廠第一製造所の1942年（昭和17年）10月末の火砲製造完成数によれば、本砲の製造数は430門であった。